# 이문재 (시인)
이문재(李文宰, 1959년 9월 22일 ~ )는 대한민국의 시인이다. 경희대학교 국어국문학과를 졸업하였고, 현재 같은 대학 후마니타스칼리지 교수이다. 1982년 《시운동》 4집에 시를 발표하며 등단했다.

## 학력
- 경희대학교 국어국문학과 졸업
- 경희대학교 대학원

## 경력
- 시사저널 취재부장
- 계간 문학동네 편집 주간
- 추계예술대학 문예창작학과 겸임교수
- 경희사이버대학교 미디어문예창작학과 교수
- 경희대학교 후마니타스칼리지 교수

- 2022 유심작품상 수상
- 2021 정지용문학상 수상
- 2015 박재삼문학상 수상
- 2007 제7회 노작문학상
- 2005 제5회 지훈문학상
- 2002 제17회 소월시문학상
- 1999 제4회 시와시학 젊은시인상
- 1995 제5회 김달진문학상